# Бобовый король
«Бобовый король» («Король пьёт!») — картина фламандского художника Якоба Йорданса из собрания Государственного Эрмитажа.

## Сюжет картины
Картина изображает застолье в честь праздника Богоявления, отмечаемого 6 января. В этот день в католических странах к праздничному столу подавался особый пирог, содержащий «сюрприз» в виде запечённого боба, ореха, фигурки Христа или святых, монетки. Тот, кому доставался «сюрприз», провозглашался Бобовым королём и возглавлял празднество. Одной из традиций было провозглашение Бобовым королём королевы праздника и в этот момент все присутствующие кричали «Король пьёт! Да здравствует король!» — отсюда возникло второе название картины.

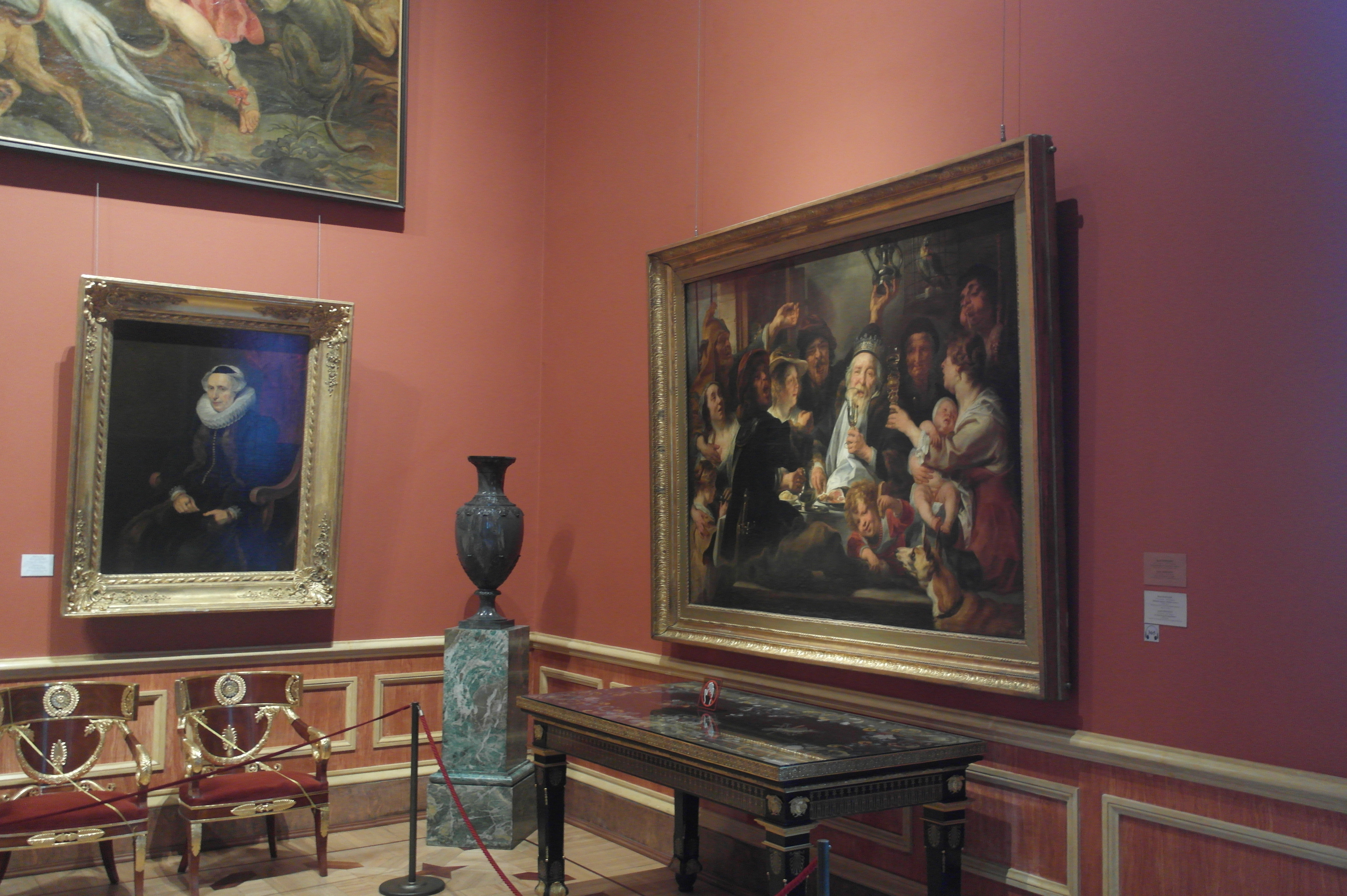
Картина в зале 248 Нового Эрмитажа

Кроме изображения самого праздничного застолья, в картине скрыты и аллюзии на фламандские и голландские пословицы. Составители научного каталога фламандской живописи в собрании Эрмитажа Н. П. Бабина и Н. И. Грицай приводят следующую расшифровку сюжета:

Изображение собаки, просящей подачку у мальчика, намекает на поговорку «Res immoderate cupido est» («Жадный не знает меры»). Надувший щеки волынщик, вероятно, — изобразительный эквивалент фламандской пословицы «Met ееn goed gevulde buik wil het zinger beter Iukken» («С хорошо набитым животом лучше поётся»). Настольный натюрморт исчерпывается изображением копченого окорока на блюде и фарфоровой миски с маслом. Оба изображения, очевидно, могут рассматриваться как символы Gula (чревоугодия), одного из семи смертных грехов.

Доктор искусствоведения М. Н. Соколов отмечал, что «поедание боба как зародыша жизни призвано было обеспечить плодородие  в пору зимнего умирания полей», он же считал, что эта картина несёт «автобиографически-семейное, интимно-личное начало» художника.
Заведующая сектором живописи XIII—XVIII веков отдела западноевропейского искусства Государственного Эрмитажа Н. И. Грицай, описывая картину, отмечала:

Как колорист Йорданс раскрывается здесь во всём блеске своего зрелого мастерства. Его краски, не утрачивая звучности, приобретают более глубокий бархатистый тон и обогащаются множеством оттенков. Отдельные яркие цветовые пятна художник подчиняет теперь общему, всё смягчающему и как бы растворяющему в себе золотисто-коричневому тону. Плотность, упругость, материальную вещественность форм он передаёт не мощными пастозными мазками жирной краски… а нежными переходами цвета, прибегая к лессировкам.

## Подготовительные работы

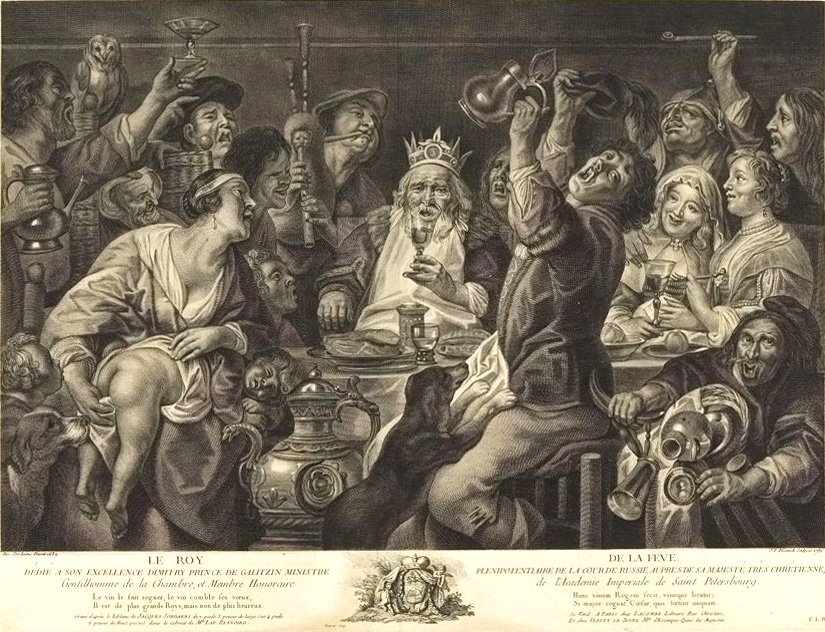
Гравюра Й. Ф. Полетниха с переработанного рисунка Йорданса. Музей Фогга в Гарварде
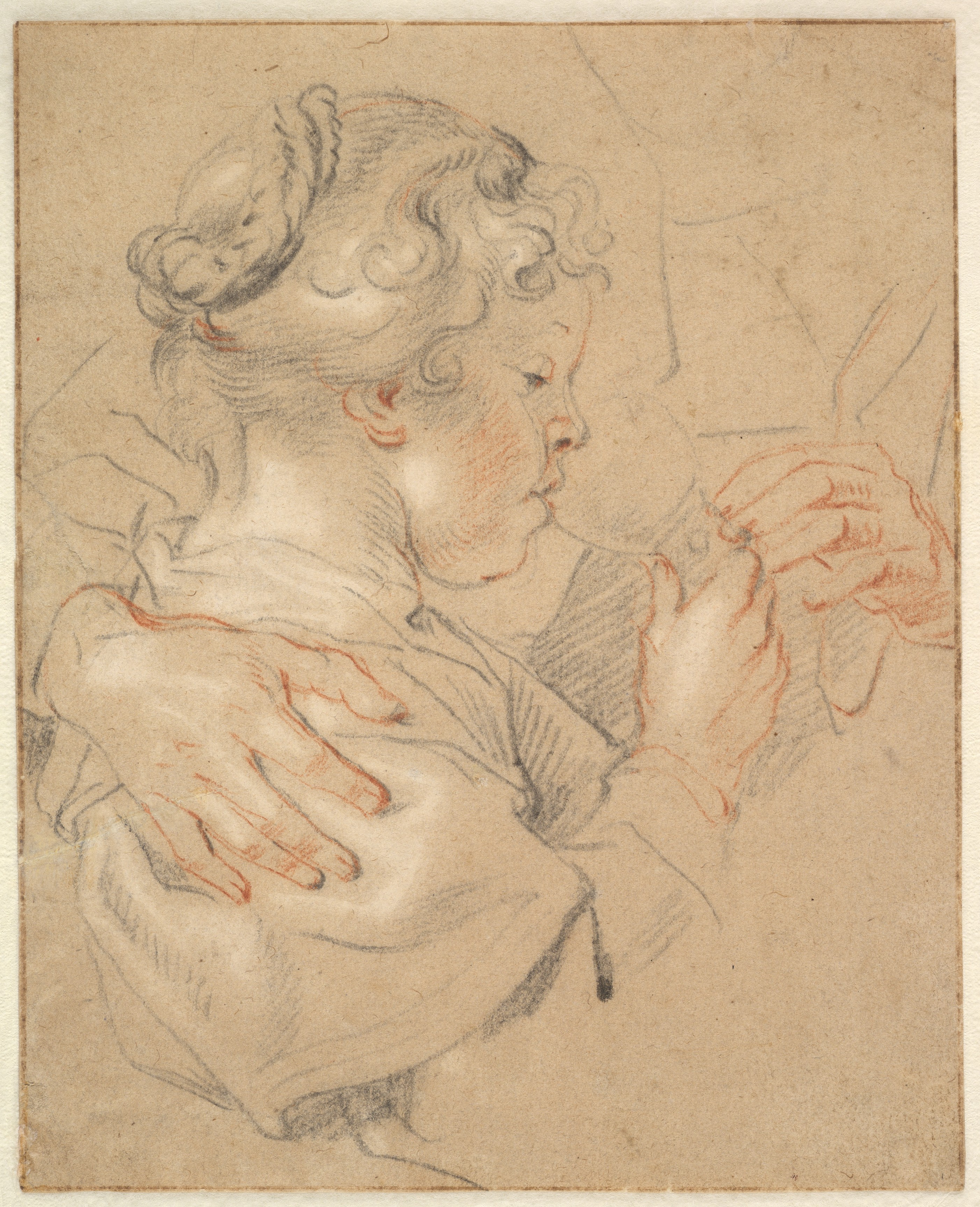
Предварительный рисунок девочки из Метрополитен-музея в Нью-Йорке

Известен подготовительный рисунок Йорданса к картине, хранящийся в Королевском музее изящных искусств в Антверпене. Он содержит надпись «In Ееn Vry Gelarh ist goet Gast syn» («Хорошо быть гостем на вольной пирушке»). Первоначально рисунок был выполнен чёрным мелом и служил образцом для картины. Впоследствии Йорданс существенно переработал его с помощью сангины, акварели и гуаши, заклеивая часть фигур персонажей и рисуя поверх них новые, — итоговый вариант послужил образцом для гравюры 1769 года Ж. Ф. Полетниха, сохранившиеся отпечатки которой имеются в собрании Музея Фогга в Гарварде (размер 37,9 × 57 см, инвентарный номер R 3703). На окончательном рисунке Йорданс указал дату 1639 год — на этом основании сама картина датируется около 1638 года. 
Один подготовительный рисунок с изображением старика с бокалом в руке выполнен сангиной и чёрным и белым мелом, он хранится в Нидерландском институте в Париже. 
Существует два разных рисунка, изображающих девочку, пьющую из бокала. Один находится в Музее герцога Антона Ульриха в Брауншвейге. Другой рисунок 6 июля 2010 года проходил на торгах аукциона «Сотбис», где был выкуплен Фондом Фрица и Риты Маркусов и в 2012  году подарен Метрополитен-музею в Нью-Йорке; этот рисунок имеет размеры 18,6 × 15 см и в каталоге музея числится под номером 2012.142.

## Прототипы персонажей
В качестве модели для фигуры «короля» послужил тесть Йорданса Адам ван Ноорт, «королевой» оказалась дочь художника Елизавета, а самого себя художник изобразил в виде мужчины позади «короля» и «королевы», поднимающего кувшинчик.

## Провенанс
Ранняя история картины неизвестна, 18 августа 1762 года она проходила на аукционе Вирмана в Амстердаме, 25 августа 1773 года она вновь была выставлена на аукцион при распродаже собрания Й. ван дер Марка. В конце XVIII века картина уже значилась в коллекции светлейшего князя А. А. Безбородко, впоследствии была унаследована Н. А. Кушелевым-Безбородко, а после его смерти по завещанию была передана в Музей Академии художеств. В 1905 году реставратором Умецким была переведена на новый холст. 
В 1922 году Музей Академии художеств был ликвидирован, а большинство картин из него, включая «Бобового короля» было передано в Государственный Эрмитаж. Выставляется в здании Нового Эрмитажа в зале 248.

## Варианты картины
Впоследствии Йорданс создал несколько версий картины.

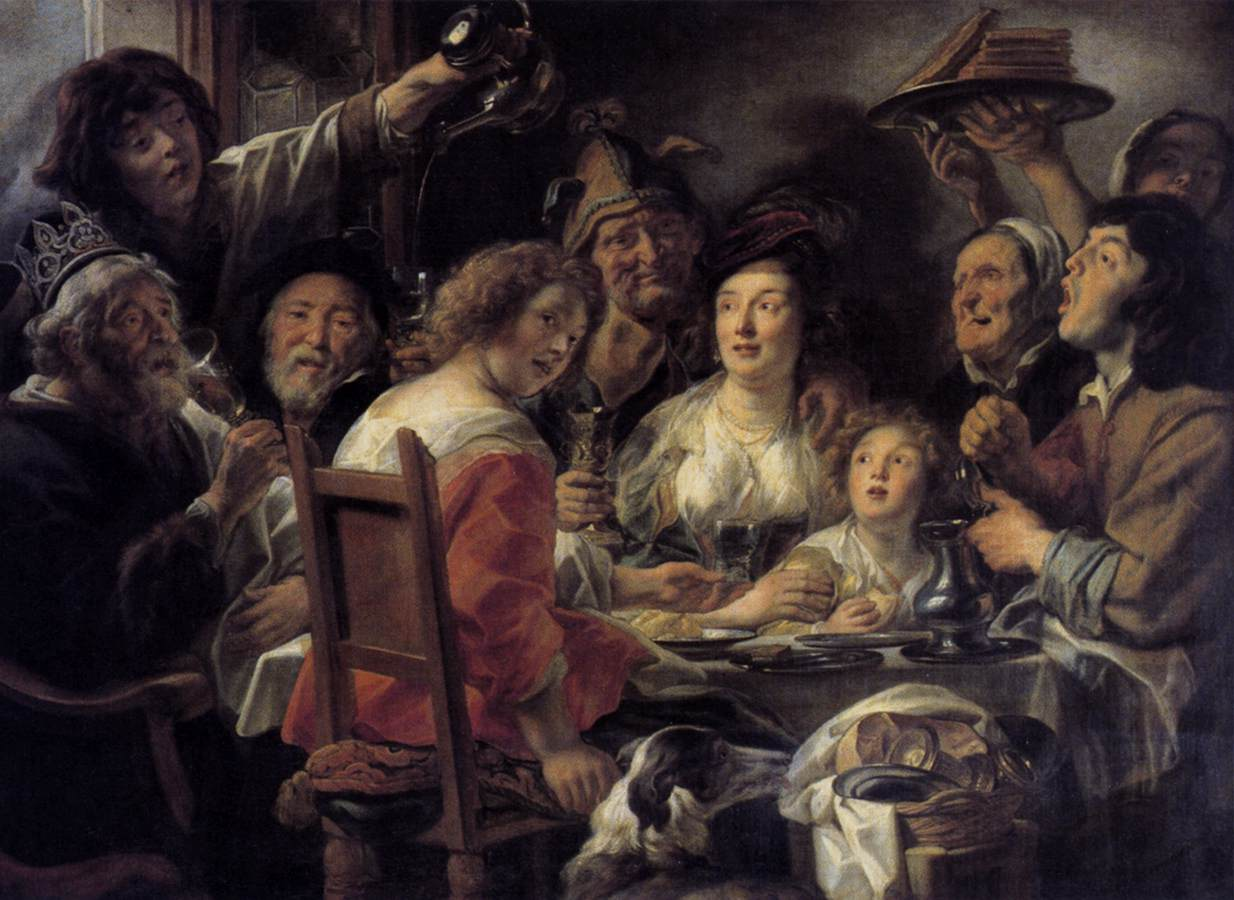
Вариант из Лувра, Париж
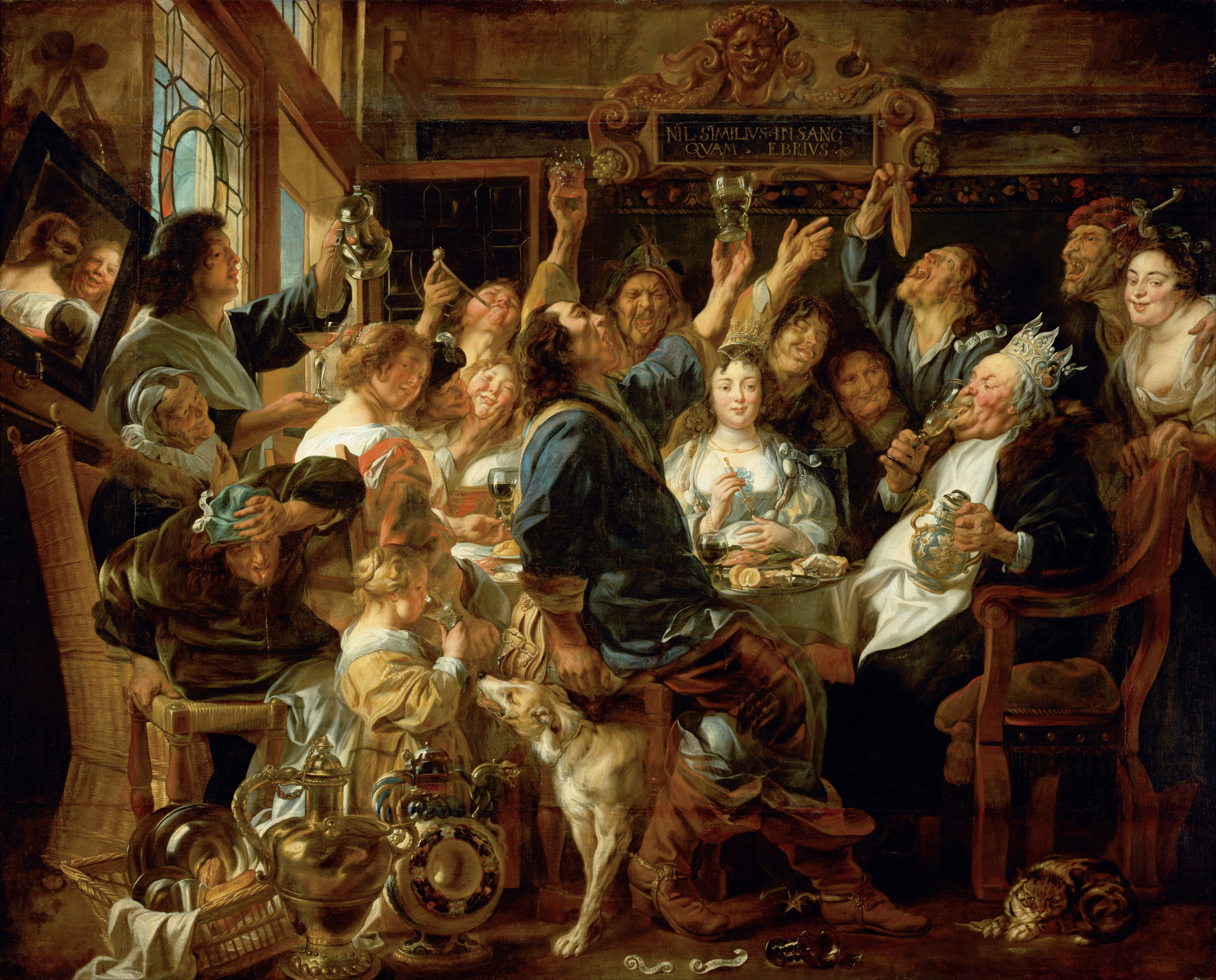
Вариант картины из Музея истории искусств в Вене
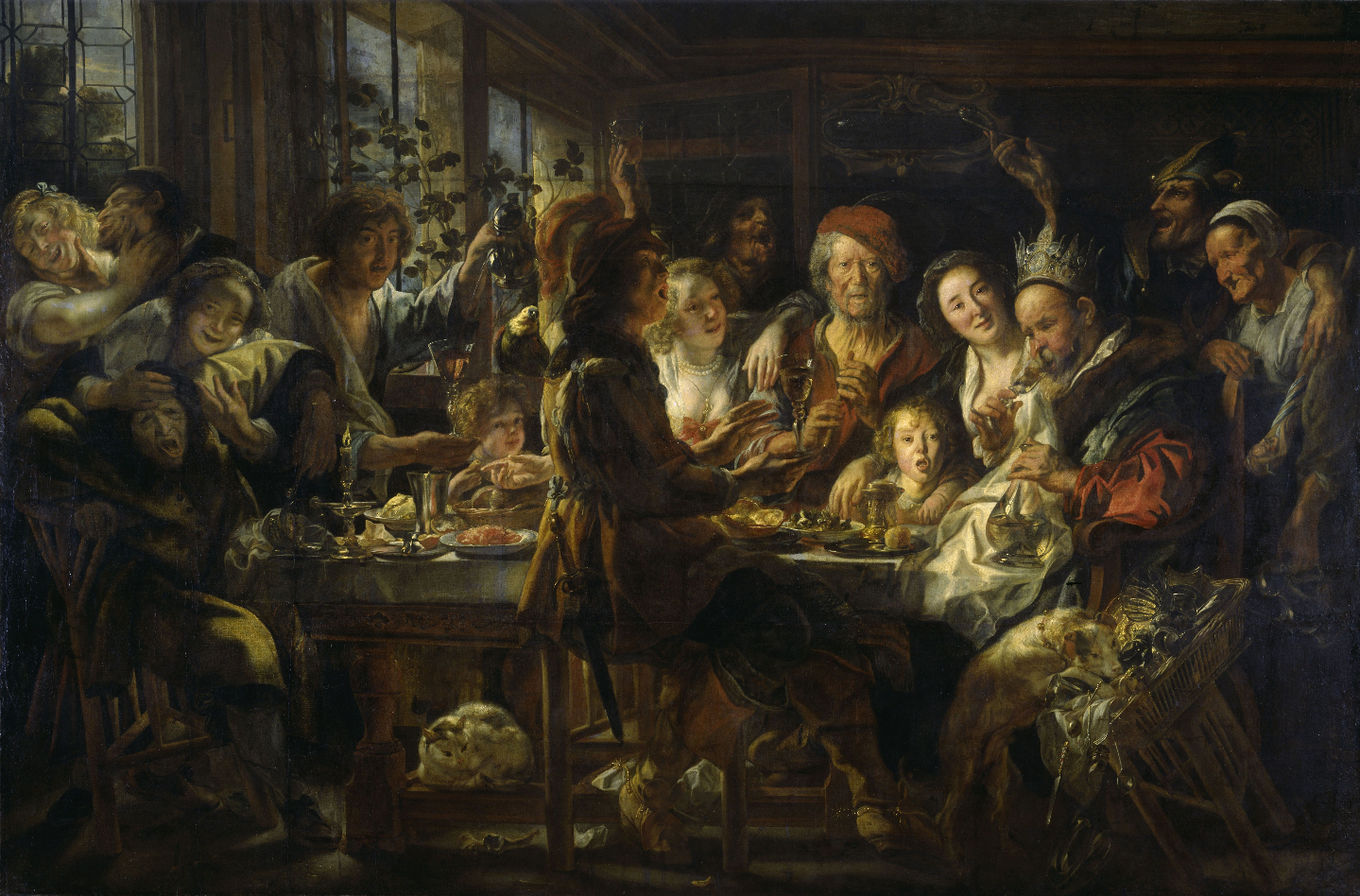
Вариант из Кассельской картинной галереи
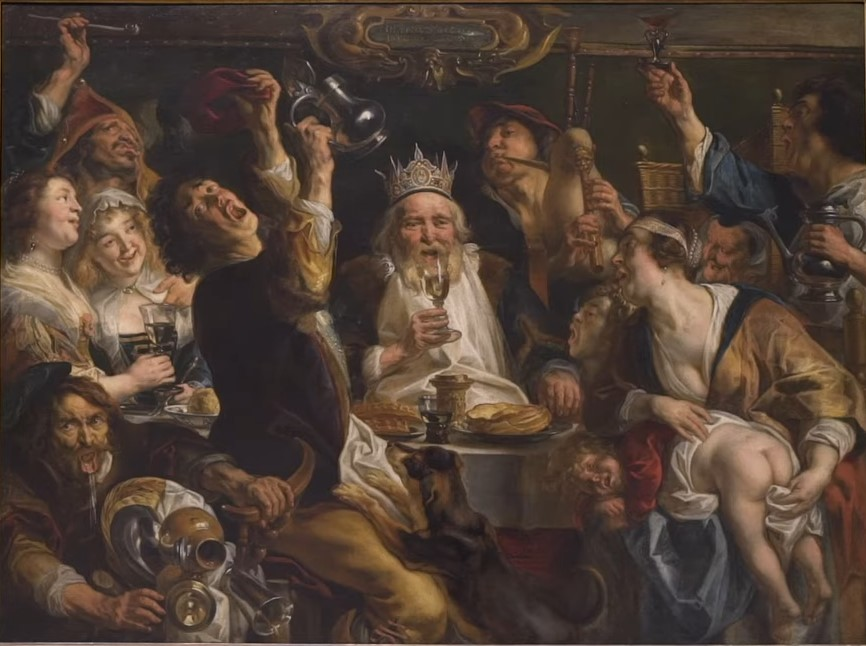
Вариант из Королевского музея изящных искусств в Брюсселе

Вариант из Лувра имеет размеры 152 × 204 см, он датируется 1638—1640 годами и выставляется в Луврском дворце в галерее Ришельё, зал 848 (зал Северной школы), инвентарный номер INV. 1406. Эта картина была приобретена в Голландии королём Людовиком XVI в 1787 году.
Другой вариант имеется в Музее истории искусств в Вене (инвентарный номер Gemäldegalerie, 786). Его размеры 242 × 300 см, и считается, что Йорданс его написал между 1640 и 1645 годами. Он происходит из собрания эрцгерцога Леопольда Вильгельма Австрийского и, вероятно, был приобретён у самого художника. Отличительной чертой этого варианта является наличие картуша, помещённого над головами пирующих и содержащим надпись NIL. SIMILIVS. INSANO. QVAM. EBRIVS.
Версия картины из Кассельской картинной галереи датируется весьма расплывчато — 1635—1655 годами, эта картина имеет размер 243 × 373 см.
Версия картины из Королевского музея изящных искусств в Брюсселе не датирована, она имеет размеры 156 × 210 см и в состав музейного собрания была приобретена в 1900 году у М. Ф. Грейна из Лондона; её инвентарный номер 3545. 
Старинная копия с эрмитажной картины работы мастерской Йорданса имеется в Варшаве, её размеры 155 × 204 см. Эта работа с 1860 года находилась в Варшавском обществе поощрения изящных искусств и в 1940 году была передана в Национальный музей Польши (инвентарный номер M.Ob.2074 MNW).